# ネット軸出力
ネット軸出力（ネットじくしゅつりょく）とは、JIS D 1001で定められた自動車用エンジンの出力測定方法のひとつであり、実車と同じようにエンジンに付属する吸気系・排気系の各装置ならびに補機類を装着した状態で計測する事実上の正味軸出力である。

## 概要
自動車用エンジンの出力表記は、長らくエンジンの運転に不可欠な吸排気管路の各装置や冷却水循環ポンプ、火花点火内燃機関で必要なオルタネーターなどの付属機器を装着しない、いわば裸に近いエンジンブロックだけの状態でダイナモメーターに計測された、いわゆる「グロス軸出力」表記が主流であった。しかし乗用車に搭載した状態での出力とカタログ出力との乖離が甚だしくなり、またネット軸出力表記だった外国の自動車メーカーからは非関税障壁だと指摘される事態に陥った。そこで日本は1985年を境に新型車から公表する出力値はネット軸出力へと測定方法を変更した。エアクリーナーから触媒装置、マフラーに至るまで給排気管路も実車と同様に装着する。エンジン駆動に必要な冷却水ポンプやオルタネーターやバッテリーも装着し（エンジン駆動に必要のない電装品は外し最小限の電装品とする）、ラジエーターとエンジンとの配置も実車に近い状態で測定されるため、実車の現実的な出力に近い値が得られる。なお日本の計量法では1999年の改正によりエンジン出力も国際単位系への準拠を目的にワット表記とされたが、当面の間は仏馬力 (PS) での表記併用を許容している。
軸出力の計測は原則としてにクランク軸で行われるが、エンジンとギヤボックスが構造上不可分の場合はギヤの出力軸で行う。測定値の表記には「ネット」または「ネット値」などと注釈付記される場合があるが、ネット表記が一般化したことで注釈が欄外に追いやられるようになってきている。しかしながら汎用エンジンの場合は搭載状態が確定しないためグロス出力での数値記載も残る。